# Rébellion de Shimabara
Pour les articles homonymes, voir Shimabara (homonymie).

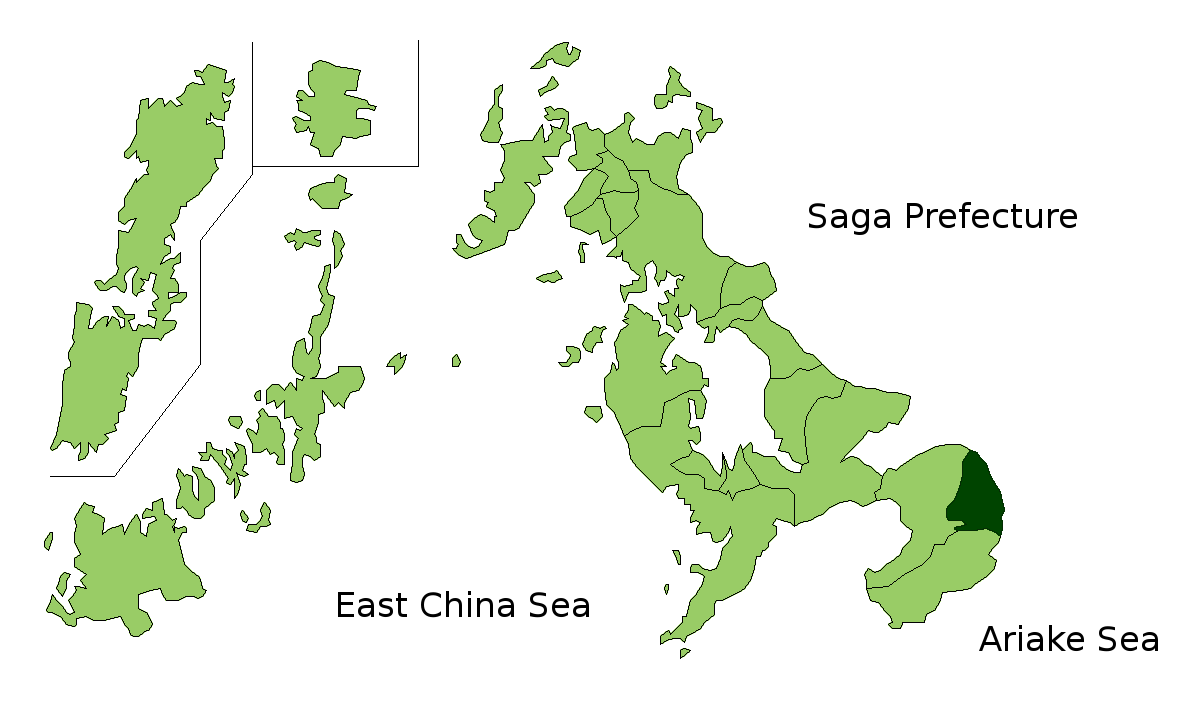
Carte de la préfecture de Nagasaki avec la ville de Shimabara en foncé.

La rébellion de Shimabara (島原の乱, Shimabara no ran) est un soulèvement armé qui se déroule entre décembre 1637 et avril 1638 dans les domaines de Shimabara et d'Amakusa, au sud-ouest du Japon. Elle oppose des paysans, des rōnins et des chrétiens japonais aux forces du shogunat Tokugawa. Principalement motivée par la pression fiscale et les persécutions religieuses, cette révolte prend rapidement une dimension religieuse et sociale.
Les insurgés, estimés à près de 37 000, se retranchent dans le château en ruine de Hara, où ils résistent plusieurs mois au siège mené par les troupes shogunales appuyées par le navire néerlandais De Rijp. Le soulèvement est finalement écrasé en avril 1638, avec l'exécution de la quasi-totalité des rebelles, y compris des femmes et des enfants.
Cet évènement marque un tournant dans la politique intérieure du Japon. Elle entraîne un durcissement de la répression contre le christianisme et renforce la politique d'isolement national (sakoku) instaurée par les Tokugawa. Elle constitue également la dernière grande révolte populaire de l'époque d'Edo.

## Origines de la révolte

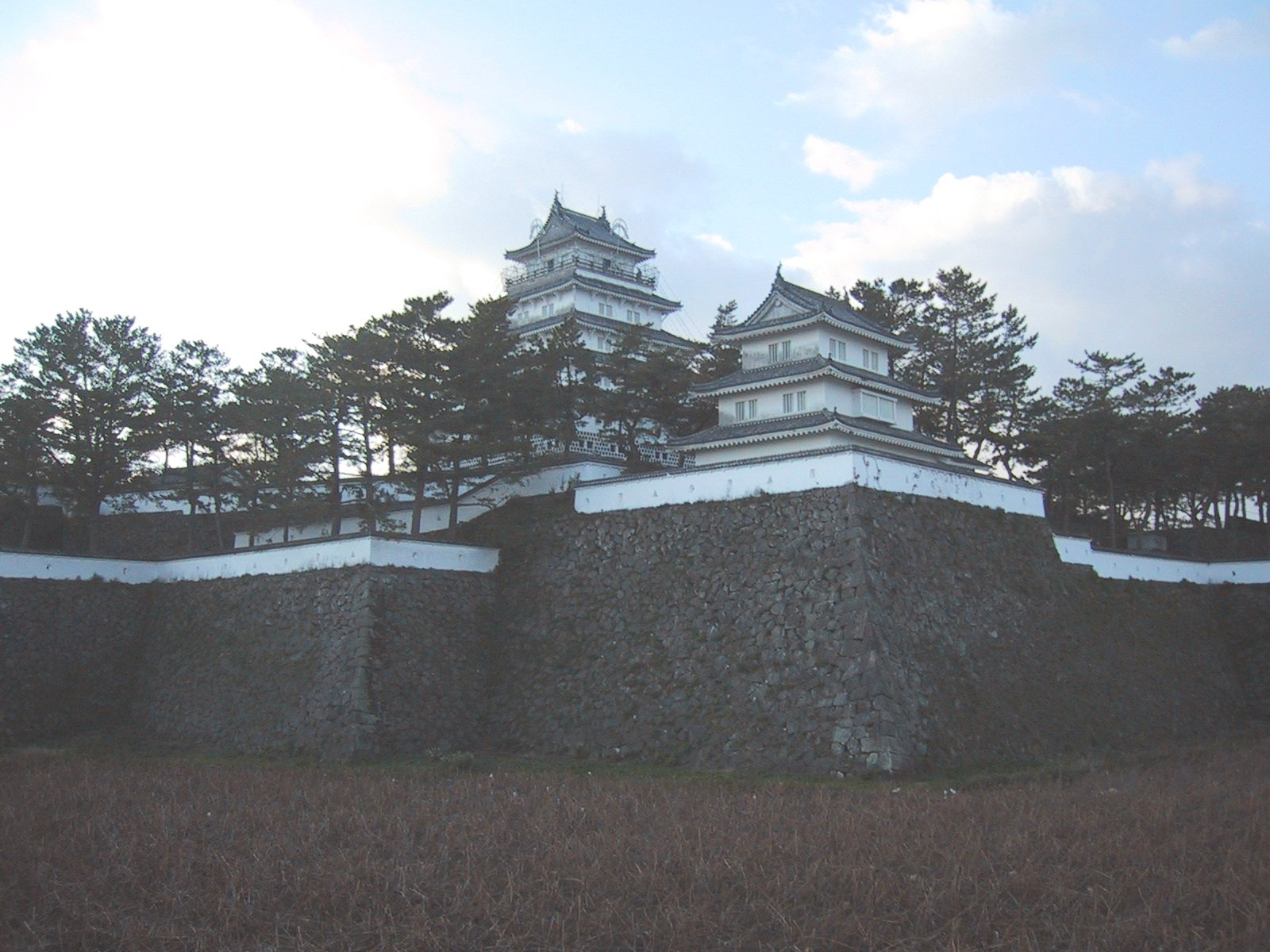
Vue du château de Shimabara.

Les missions jésuites implantées depuis plus d'un siècle rencontraient de grands succès dans ces régions pauvres, à tel point que deux daimyō locaux, Arima Harunobu et Konishi Yukinaga, furent convertis.
Le 27 janvier 1614, le shogunat Tokugawa promulgua le décret, rédigé par le moine Suden, visant le départ des missionnaires, dans un premier temps vers Nagasaki, puis de là, vers Macao. Durant les 20 années qui suivirent, les persécutions des Chrétiens au Japon furent violentes, surtout dans cette région, foyer du christianisme japonais.
Par ailleurs, les tozama daimyō de Kyushu, faisaient partie des daimyō de l’extérieur (ceux qui ne s'étaient pas soumis aux Tokugawa immédiatement après leur victoire après la bataille de Sekigahara en 1600). Ils avaient donc toujours été traités de façon plus dure et avec plus de suspicion que les autres vassaux. Aussi, les charges et les réquisitions du shogunat étaient-elles souvent plus lourdes. Il faut noter que Konishi avait été exécuté après la victoire de Sekigahara et qu'Arima avait été décapité en 1612.
L'ancien fief de Konishi, Amakusa, était devenu possession de Terazawa Hirotaka (1574-1630), seigneur de Karatsu. Les persécutions des Chrétiens au Japon s'amplifièrent lorsque fut décrétée l'expulsion des prêtres. Lors de sa mort, son fils Katataka lui succéda et continua la répression. 
Matsukura Shigemasa (1574-1630), un proche des Tokugawa, nommé daimyō du domaine de Shimabara en 1616, imposa de nouvelles taxes sur le bétail, le foyer, les naissances, etc. sans compter les frais liés à la construction du château de Shimabara. Son fils et successeur Katsuie (aussi appelé Shigeharu) poursuivit la même politique.
Depuis 1634, les récoltes devinrent maigres et les paysans ne furent rapidement plus en mesure de payer l'impôt du riz. La situation fut bientôt dramatique et culmina lors des grandes famines de 1636 et 1637.

## La rébellion

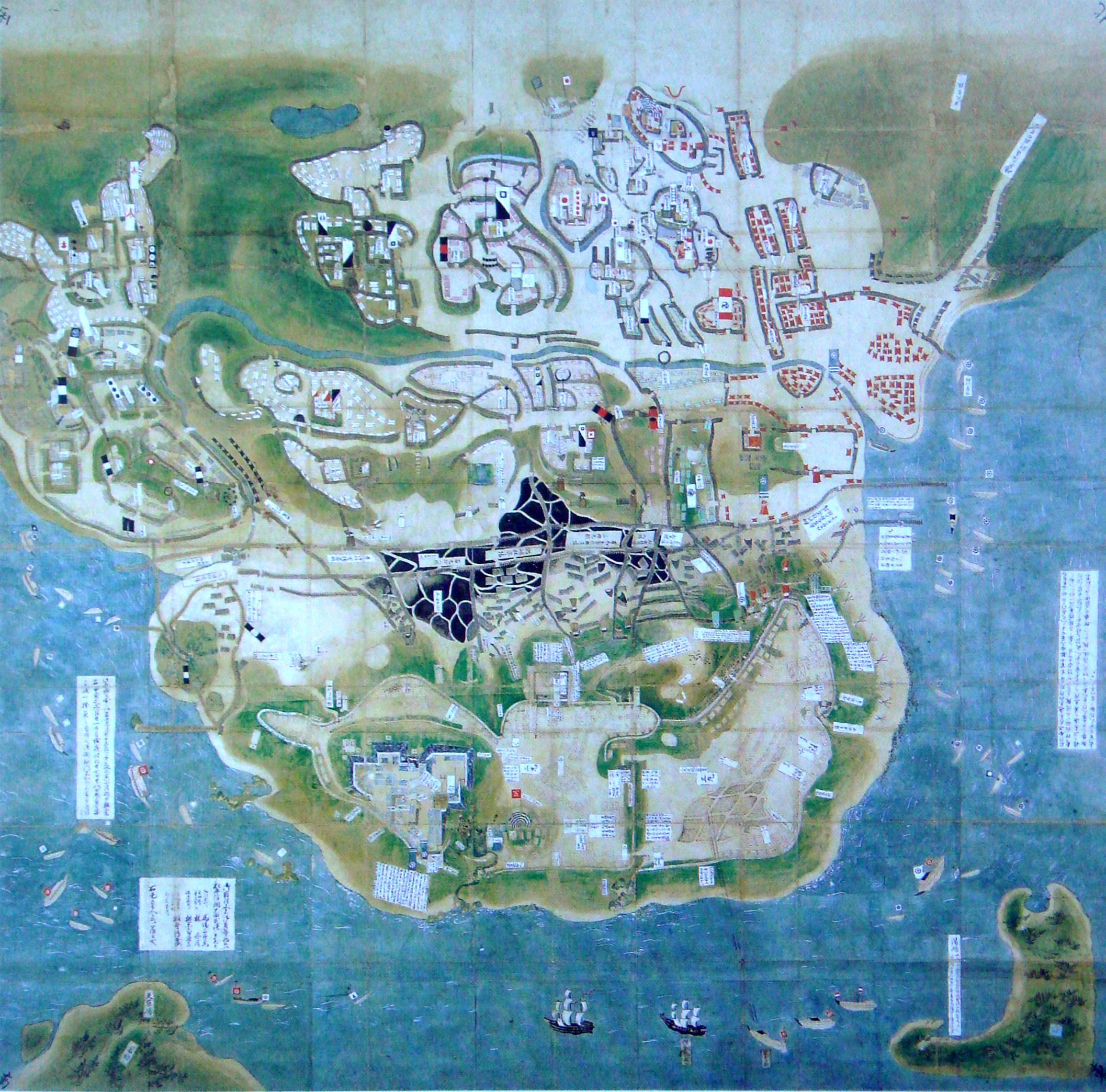
Siège du château de Hara

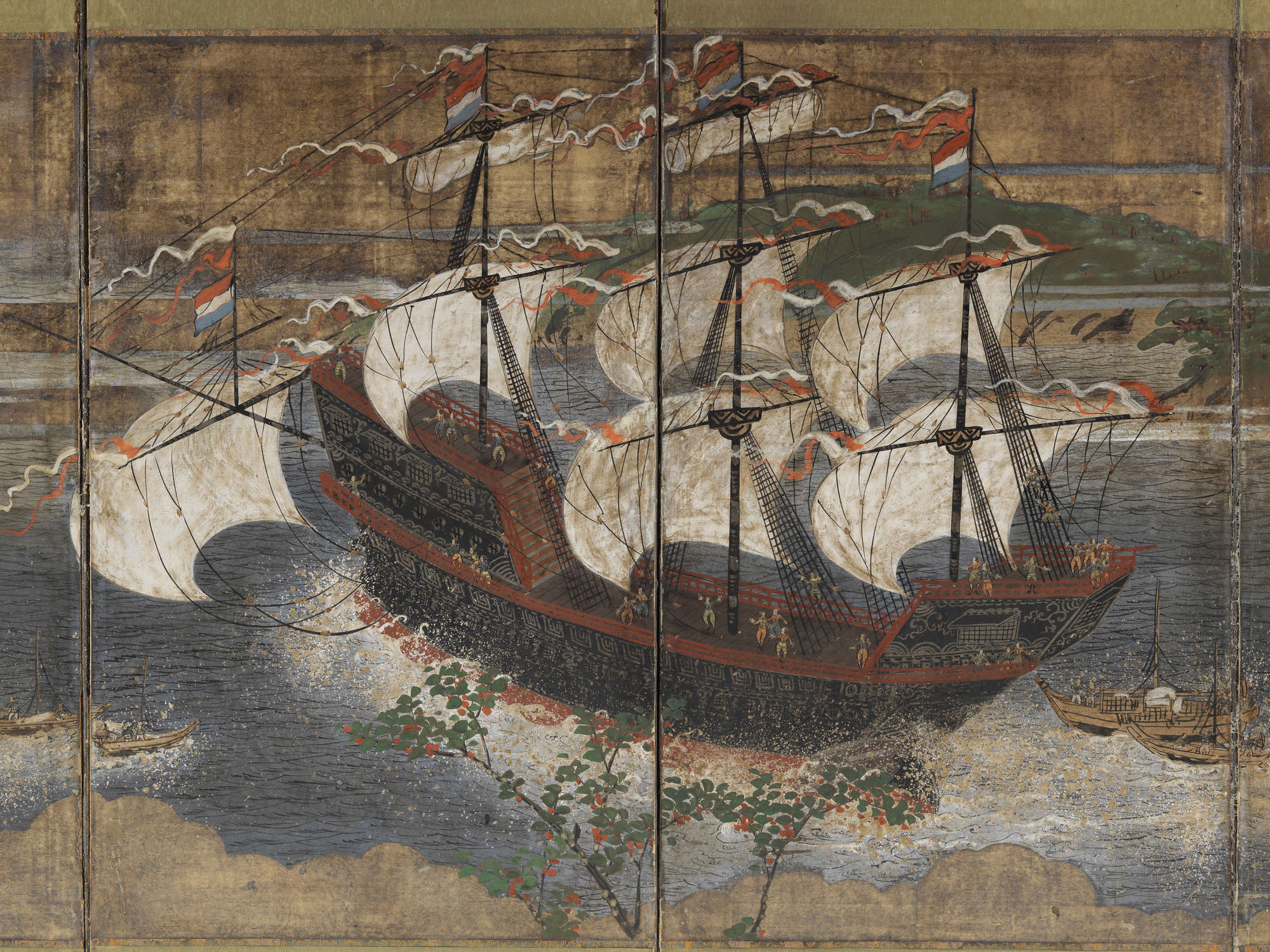
Navire 'De Ryp' à la rébellion de Shimabara

La persécution religieuse se doubla alors de harcèlements vis-à-vis des paysans qui ne pouvaient payer leurs dus. La révolte contre la tyrannie de Matsukura grondait depuis quelques mois et ce furent de nouvelles atrocités qui la déclenchèrent le 17 décembre 1637. Quelques chefs de villages accompagnés d'une poignée de rōnins décidèrent alors d'agir.
Amakusa Shirō, encore adolescent, fut institué chef spirituel des rebelles. Sa jeunesse et les raisons qui le portèrent à la tête de la rébellion furent tressées de légendes et demeurent encore assez obscures. 
Il était le fils d'un samouraï chrétien au service de Konishi, Masuda Yoshitsugu et vraisemblablement travailla au service de la maison d'Hosokawa de Kumamoto.
Le ralliement populaire, la réaction lente des autorités féodales et l'éloignement d'Edo, permirent au mouvement d'obtenir rapidement des premiers résultats, de s'organiser et de s'étendre. Les insurgés se regroupèrent dans la forteresse désaffectée de Hara. Les sources japonaises mentionnent qu'environ 37 000 personnes, dont quelques anciens chefs dissidents et plusieurs dizaines d'anciens samouraïs, y auraient trouvé refuge.

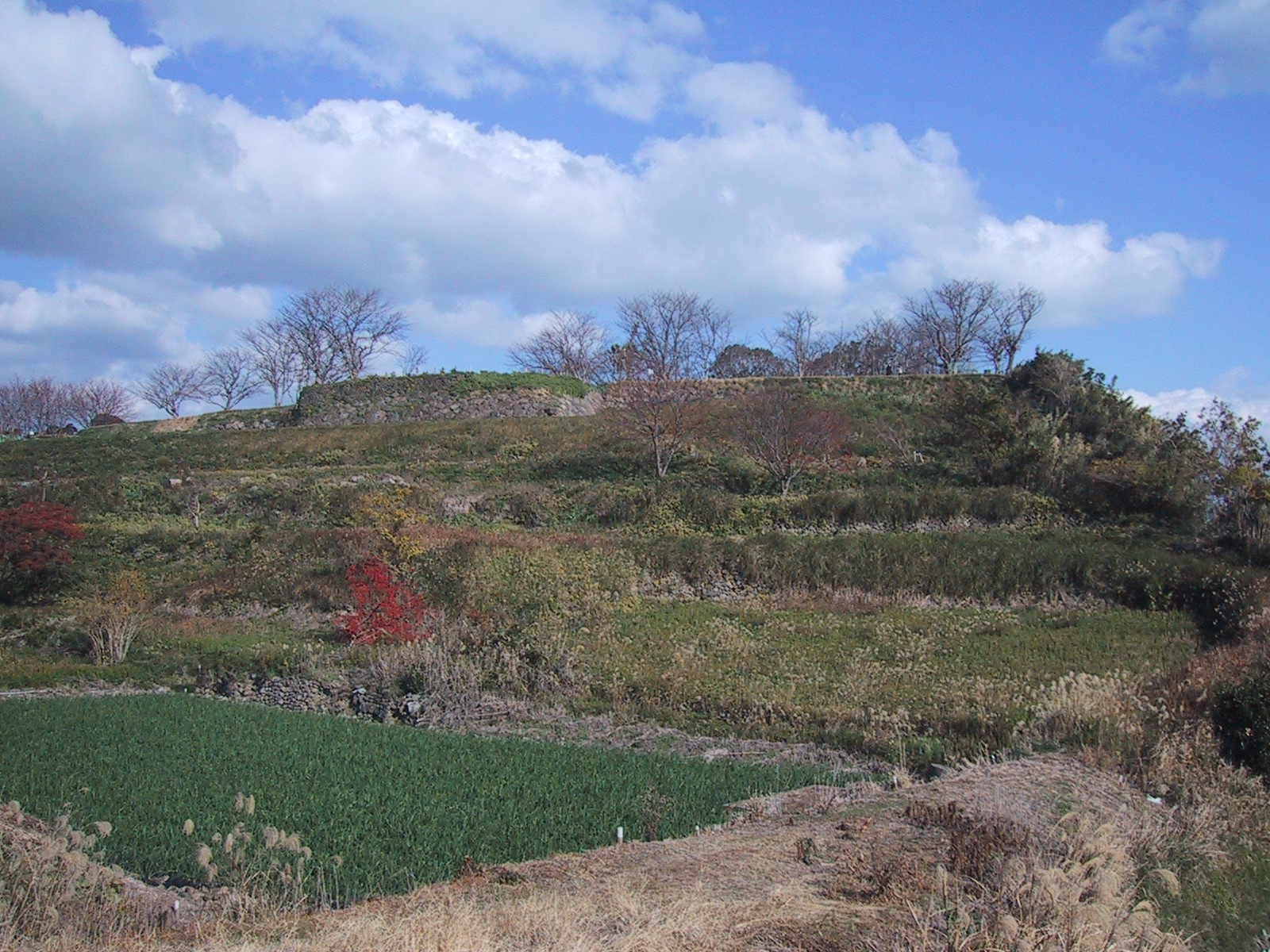
Ruines du château de Hara situé à l'est de la péninsule de Shimabara.

La pénurie de munitions et la raréfaction des vivres ne sembla pas troubler le moral des assiégés qui envoyaient des yabumi (messages attachés à des flèches) aux troupes du shogunat indiquant leur volonté de pratiquer leur culte librement.
Une première offensive menée par l'envoyé du shogunat, Itakura Shigemasa (1588-1638), fut repoussée le 3 février. Une seconde, le 14 février, se termina en désastre et coûta la vie à plusieurs milliers de soldats ainsi qu'à leur chef.
Le gouvernement d'Edo ordonna alors aux han de Kyūshū de se joindre aux forces de Matsudaira Nobutsuna (1596-1662). Ce dernier sollicita également le concours des Hollandais (Nicolaes Couckebacker, responsable du comptoir hollandais de Hirado), qui firent tirer leurs canons depuis le vaisseau De Rijp, quelques jours durant, en direction de la forteresse. Matsudaira essaya vainement de trouver des solutions de compromis avec Amakusa Shirō. Elles furent systématiquement repoussées. Le 12 avril 1638, l'assaut fut donné et le massacre dura trois jours, durant lesquels les insurgés furent exterminés et décapités. La tête de Amakusa Shirō, décapité pendant la bataille par Jinno Sazaemon du clan Hosokawa, fut envoyée à Edo, et le château fut rasé.

Rébellion de Shimabara paravent de bataille par Saito Shuho

## Conséquences

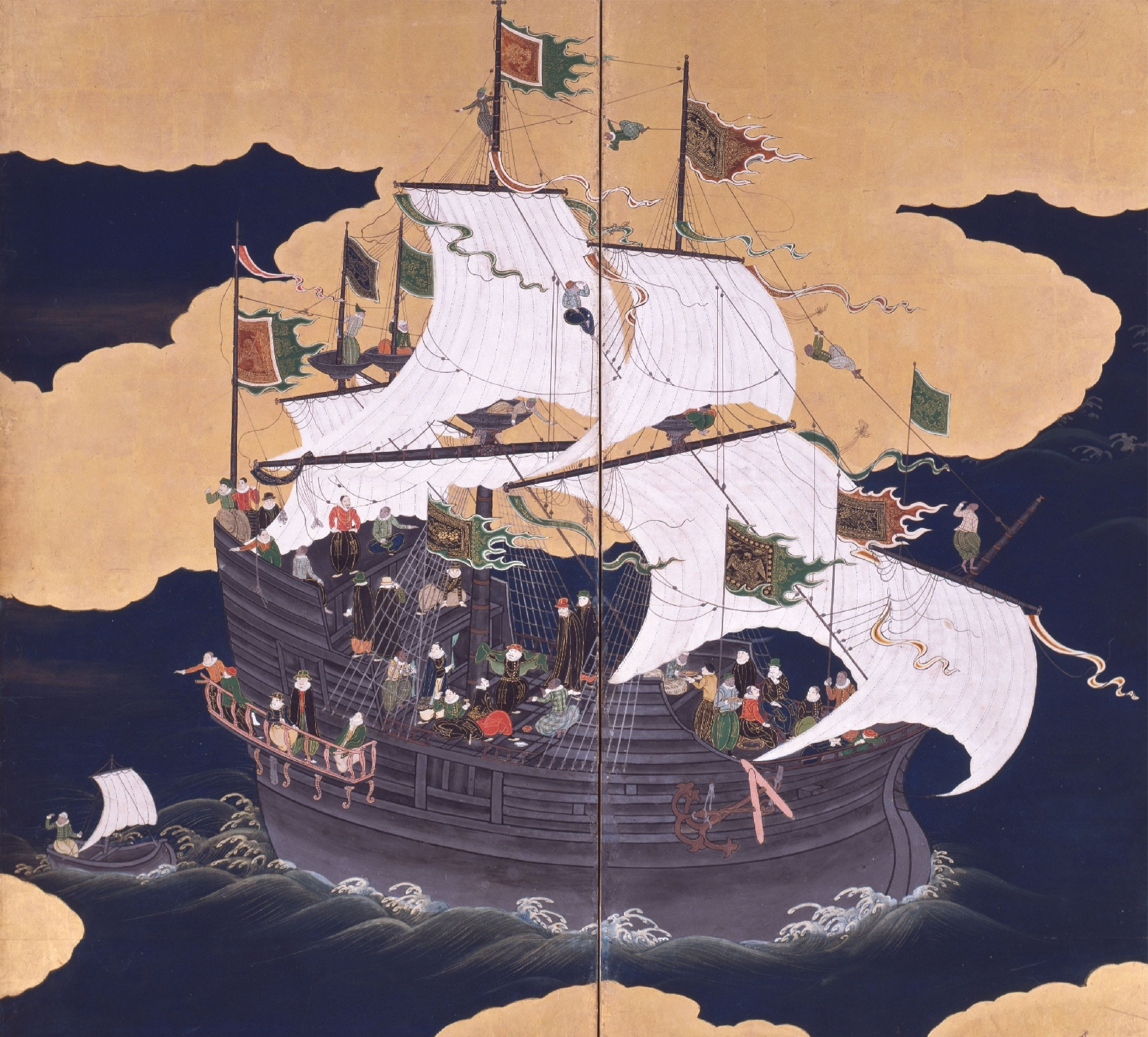
Caraque portugaise à Nagasaki - XVII

La plupart des dissidents de l'ouest du Kyūshū, hostiles au régime Tokugawa, avaient pu être éliminés lors de la prise du château de Hara, et avec eux nombre de samouraïs chrétiens. Cette terrible répression servit d'exemple et donna un coup d'arrêt aux manifestations d'opposition et aux soulèvements pendant la période Tokugawa.
Elle marque aussi la fin de la pratique ouverte du christianisme au Japon. Les décrets dans ce domaine furent appliqués beaucoup plus strictement. Toutefois, de nombreux chrétiens réussirent à perpétuer la religion catholique au Japon en se cachant, les Kirishitan.
Iemitsu en profita pour instituer, dès 1639, un contrôle encore plus fort sur les relations avec l'étranger, notamment avec le Portugal. Ainsi, le 3 août 1640, un navire portugais, fraîchement arrivé de Macao, fut incendié en rade de Nagasaki, les 57 envoyés d'une ambassade portugaise qu'il transportait furent ensuite décapités. Seul l'équipage fut autorisé à appareiller pour rendre compte de ce qui s'était passé. Ces mesures furent toutefois plus souples, dans un premier temps du moins, pour les Néerlandais, qui avaient démontré leur allégeance en aidant les troupes gouvernementales lors de la révolte de Shimabara.
Le Japon inaugure alors une période d'isolement total qui dura plus de deux siècles.